# Cassiodoro
Flavio Magno Aurelio Cassiodoro Senatore (latino: Flavius Magnus Aurelius Cassiodorus Senator; Scolacium, 485 circa – Scolacium, 580 circa) è stato un politico, letterato e storico romano, che visse sotto il regno romano-barbarico degli Ostrogoti e successivamente sotto l'Impero romano d'Oriente. Percorse un'importante carriera politica sotto il governo di Teodorico il Grande (493-526), ricoprendo ruoli tanto vicini al sovrano, da far pensare in passato a un effettivo contributo diretto al progetto del re ostrogoto. Successore di Severino Boezio, oltre che consigliere, fu cancelliere del re e il compilatore delle sue lettere ufficiali e dei provvedimenti di legge; collaborò anche con i successori di Teodorico fino al 540.
Al termine della guerra gotica si stabilì in via definitiva presso la nativa Squillace, dove fondò il monastero di Vivarium con la sua biblioteca.

## Biografia
La fonte principale che permette di conoscere la famiglia di Cassiodoro è data dalla sua più vasta e importante opera, le Variae. Nacque in una delle più stimate famiglie del Bruzio (l'odierna Calabria), originaria dall'Oriente (probabilmente dalla Siria) e facente parte del patriziato. L'origine del nome Cassiodoro è da ricercarsi in un luogo di culto dedicato a Zeus, situato nei pressi di Antiochia. Da una lettera scritta da Cassiodoro per Teodorico si hanno notizie sui suoi genitori, così come su un parente di nome Heliodorus, prefetto a Costantinopoli per diciotto anni nella seconda metà del V secolo. Dall'antica origine della famiglia si può comprendere la scelta del Bruzio come nuova patria, essendo questa una zona della penisola italica culturalmente più vicina all'Oriente ellenistico. Si hanno notizie inoltre del bisnonno di Cassiodoro, definito «vir illustris» e del nonno Senatore; quest'ultimo fu tribuno sotto Valentiniano III, e in qualità di ambasciatore conobbe il re degli Unni Attila.

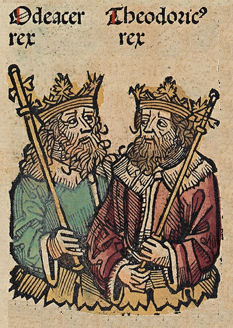
Odoacre e Teodorico ritratti nelle Cronache di Norimberga

Al padre di Cassiodoro furono indirizzate alcune lettere delle Variae, il che offre più dati su di lui; ricoprì il ruolo di comes rerum privatarum e successivamente di comes sacrarum largitionum nel governo di Odoacre, mantenne la propria posizione di funzionario d'amministrazione anche sotto Teodorico, tanto da diventare governatore provinciale. Attorno al 490 lo si ritrova governatore della Sicilia, e dopo essere entrato nelle grazie di Teodorico, governatore della Calabria fino al 507, quando si ritirerà a vita privata.
Così come per i suoi familiari, le notizie sulla vita di Cassiodoro si desumono solo dalle sue opere. Le date di nascita e morte sono quelle indicate dal Tritemio (Johannes von Trittenheim, 1462-1516) nel suo De scriptoribus ecclesiasticis (Basilea 1494): Cassiodoro morì nel 575 "a più di 95 anni d'età", e il menologio benedettino lo ricorda il 25 settembre. Da ciò si deduce che l'anno di nascita è il 480; conclusione cui era giunto, indipendentemente dal Tritemio, anche Carlo Tanzi nel suo studio sulle Variae. Per quelli che, come Theodor Mommsen, non ritengono attendibili i dati del Tritemio, le date di nascita e morte di Cassiodoro rimangono ipotizzate, principalmente grazie a quelle note dei suoi incarichi amministrativi; nonostante ciò molte cronache tendono a confondere alcuni dati della vita di Cassiodoro con eventi vissuti dal padre, attribuendo una grande longevità al letterato di Squillace. Proprio per quanto riguarda Squillace, non è certo che Cassiodoro vi nacque; molto più probabilmente vi passò l'infanzia, ricevendo dalla propria famiglia una prima educazione e seguendo degli studi. Ancora giovane fu avviato dal padre alla carriera pubblica, per la quale ricoprì anzitutto il ruolo di consiliarius, per poi diventare quaestor sacri palatii nel 507, forse perché Teodorico apprezzò particolarmente un panegirico che egli aveva composto.
Poco tempo dopo ricevette il governatorato di Lucania e Bruttii, notizia che si può apprendere da una lettera inviata al cancellarius Vitaliano; seguendo differenti interpretazioni storiche, questa congettura è stata però di recente messa in dubbio. Al 514 risale la designazione a console, per la quale la data è certa; nonostante si trattasse ormai di una carica onorifica manteneva una certa importanza, permettendo a Cassiodoro di ricoprire il ruolo di eponimo. Dei dieci anni successivi non si conosce nulla, salvo la pubblicazione della Chronica del 519. Successivamente, nel 523, fu nominato magister officiorum del re, succedendo nella carica a Boezio; il ruolo era di grande prestigio, e Cassiodoro rappresentò con esso il capo dell'amministrazione pubblica, degli officia e delle scholae palatinae.
Alla morte del sovrano, avvenuta nel 526, si aprì una complessa fase di successione; divenne ministro di Amalasunta, la figlia di Teodorico il Grande (493-526), succedutagli sul trono come reggente per il figlio Atalarico. Presumibilmente Cassiodoro perdette parte della sua influenza nei primi anni di tali mutamenti politici, ma seppe poi riproporsi e, con una lettera di Atalarico del 533, guadagnò il titolo di Prefetto del pretorio per l'Italia. Non ricoprì questo ruolo politico per molto tempo; Atalarico morì nel 534 e ai consueti problemi di successione si aggiunse la malvolenza di Giustiniano verso gli Ostrogoti, insofferenza che culminò poi con la guerra gotica. Cassiodoro resse nuovamente la prefettura tra il 535 e il 537, sotto i re Teodato e Vitige, per poi abbandonare definitivamente la carriera pubblica nel 538; nelle Variae si possono trovare le ultime lettere scritte per conto di Vitige, anche se non viene detto nulla sul concludersi della sua funzione politica né si sa alcunché dei suoi successori.

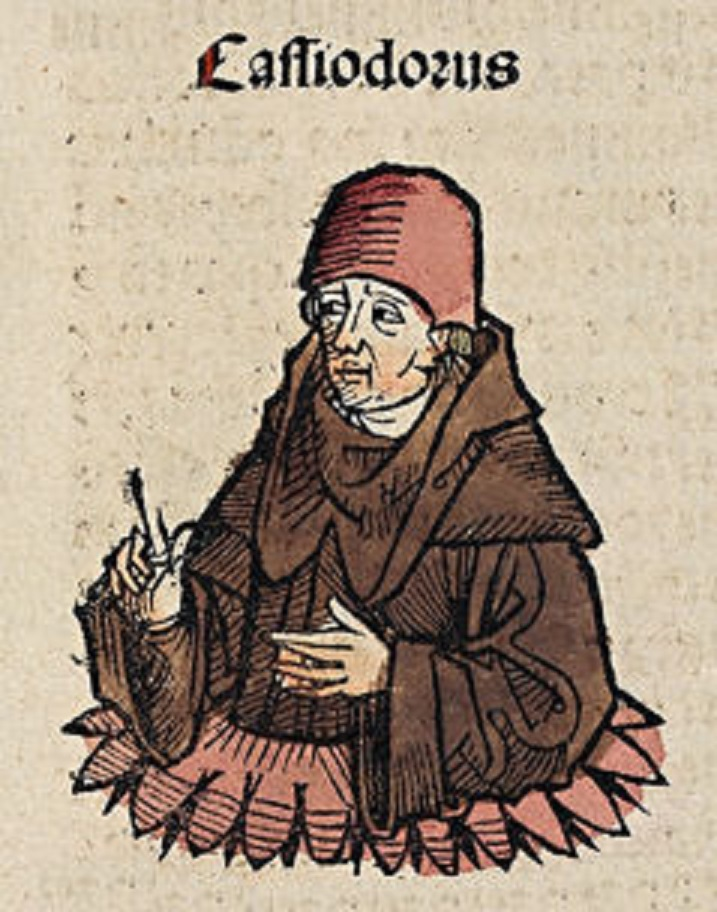
Immagine di Cassiodoro tratta dalle Cronache di Norimberga

Di fronte all'avanzata bizantina Cassiodoro rimase dapprima in ritiro a Ravenna, luogo che offriva ancora una certa sicurezza; nel 540 la città fu conquistata dalle truppe imperiali, e da quel momento per dieci anni si perdono le sue tracce. Le alternative vagliate sono una permanenza a Squillace, dove però avrebbe avuto scarse possibilità di movimento, o una permanenza più lunga a Ravenna. Nel 550 lo si ritrova nel seguito di papa Vigilio a Costantinopoli, città nella quale potrebbe anche aver soggiornato, secondo una terza ipotesi, in un periodo precedente alla data conosciuta.
Rientrò nei Bruttii solo dopo la fine della guerra, attorno al 554; ritiratosi definitivamente dalla scena politica, fondò il monastero di Vivarium presso Squillace, in un periodo non meglio precisato. Si hanno anche per questa parte della sua vita pochissime informazioni, non si conoscono quindi le motivazioni che lo portarono alla creazione di questa comunità monastica né particolari sulla contemporanea situazione politica della penisola italica; per quanto riguarda la sua situazione personale, si può ipotizzare che non ebbe moglie né eredi diretti. Al Vivarium trascorse il resto dei suoi anni, dedicandosi allo studio e alla scrittura di opere didattiche per i monaci. Qui istituì uno scriptorium per la raccolta e la copiatura di manoscritti, che fu il modello a cui successivamente si ispirarono i monasteri medievali, come quelli Benedettini.
Attorno ai novant'anni Cassiodoro scriverà la sua ultima opera, il De ortographia; la sua data di morte non è conosciuta, anche se viene generalmente datata attorno al 580.

## Il pensiero politico
L'obiettivo principale del progetto politico-culturale di Cassiodoro fu quello di accreditare il regno teodericiano come una restaurazione del Principato, ossia quella forma di governo che aveva garantito la collaborazione, formalmente quasi paritaria, tra l'imperatore e la classe senatoria. Questa autorappresentazione del governo goto serviva in primo luogo come legittimazione del regno nei confronti dell'Impero costantinopolitano. Sostanzialmente, essendosi conformato il regime ostrogoto al modello imperiale, il primato dell'imperatore orientale era fondato esclusivamente su un piano carismatico (pulcherrimum decus). Al tempo stesso, tale «imitazione» da parte di Teoderico poneva l'Amalo in una posizione di superiorità nei confronti degli altri regni barbarici attraverso:
(Andrea Giardina)
La prospettiva di Cassiodoro, infatti, non è più l'impero universale, bensì quella "nazionale" dell'Italia romano-ostrogota, autonoma nei confronti di Costantinopoli ed egemone rispetto agli altri regni occidentali, sebbene siano state avanzate riserve circa la reale ambizione di Teoderico di assumere l'eredità del decaduto Impero romano d'Occidente.
In particolare, il fondamento dell'ideologia cassiodoriana ruota intorno al concetto di civilitas, che indica tanto il «rispetto delle leggi e dei princìpi della Romanità» quanto la «convivenza sociale, giuridica ed economica di Romani e stranieri fondata sulle leggi». Secondo Cassiodoro, il regno goto si sarebbe fatto custode della civilitas, garantendo così la giustizia e la pace sociale (l'otiosa tranquillitas, cioè l'obiettivo di ogni buon governo), in accordo con la legge divina e la migliore tradizione imperiale romana.
Il richiamo all'ideologia del Principato da parte di Teoderico e Atalarico si basava, nella fattispecie, sull'emulazione della figura di Traiano, così come tratteggiata nel Panegirico di Plinio il Giovane. Con il regno di Amalasunta e Teodato, invece, il principale modello di riferimento fu quello dell'imperatore-filosofo, un ideale etico-politico ampiamente imbevuto di caratteri neoplatonici. In seguito, nell'impellenza della guerra greco-gotica, Vitige si distinse per il recupero di un'ideologia più specificamente germanica, in cui erano messi in risalto le virtù belliche e l'ardore guerriero.

## Monastero di Vivarium

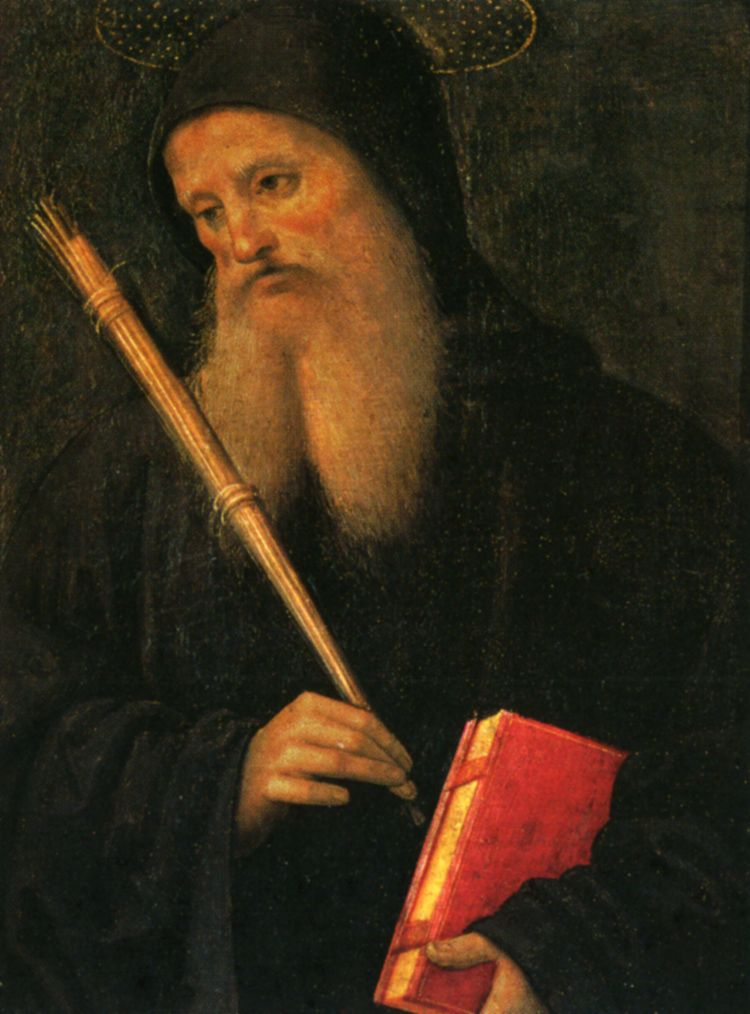
San Benedetto da Norcia

Il periodo di fondazione di Vivarium non è certo, benché si tenda a considerare il 544 come una probabile datazione, coincidente con il ritorno di Cassiodoro da Costantinopoli. Inoltre esiste la possibilità che un primo abbozzo di ciò che sarebbe diventato il monastero esistesse già da tempo, presente nei territori di Squillace da una data sconosciuta e utilizzato come residenza da Cassiodoro solo al ritorno in patria dopo la guerra gotica. A ogni modo non aiuta nelle varie ipotesi il silenzio delle fonti, poiché le Variae erano state già pubblicate e nessuna delle opere dell'ormai ex politico trattò di questa fondazione; nulla si conosce sul parto di questo progetto, né quando quest'idea fosse stata concepita. Nonostante si intuisca dalle ultime opere di Cassiodoro un avvicinamento potente alla fede cristiana (si pensi al De anima e all'Expositio Psalmorum), il monastero di Vivarium nacque con uno scopo differente dal celebre Ora et labora: l'obiettivo principale del nucleo monastico fu infatti la copiatura, la conservazione, scrittura e studio dei volumi contenenti testi dei classici e della patristica occidentale.
La caratteristica di Vivarium era quindi la sua forma di scriptorium, con le annesse problematiche di rifornimento materiali, studio delle tecniche di scrittura e fatiche economiche; i codici e manoscritti prodotti nel monastero raggiunsero una certa popolarità e furono molto richiesti. Le forme entro cui si espresse invece l'organizzazione monastica dal punto di vista religioso sono ben poco chiare, né aiuta l'assenza di riferimenti alla vicina esperienza di Benedetto da Norcia; forse Cassiodoro non ne conobbe neppure l'esistenza, o potrebbe averne parlato in opere non giunteci. Alcuni storici avanzano l'ipotesi che la Regula magistri, su cui si basa la Regola benedettina, sia addirittura opera dello stesso Cassiodoro; questo presunto rapporto tra i due è però generalmente rigettato dagli studiosi, anche alla luce di alcune citazioni provenienti dalle Institutiones che chiariscono le norme monastiche adottate da Vivarium:
(Cassiodoro, Institutiones.)

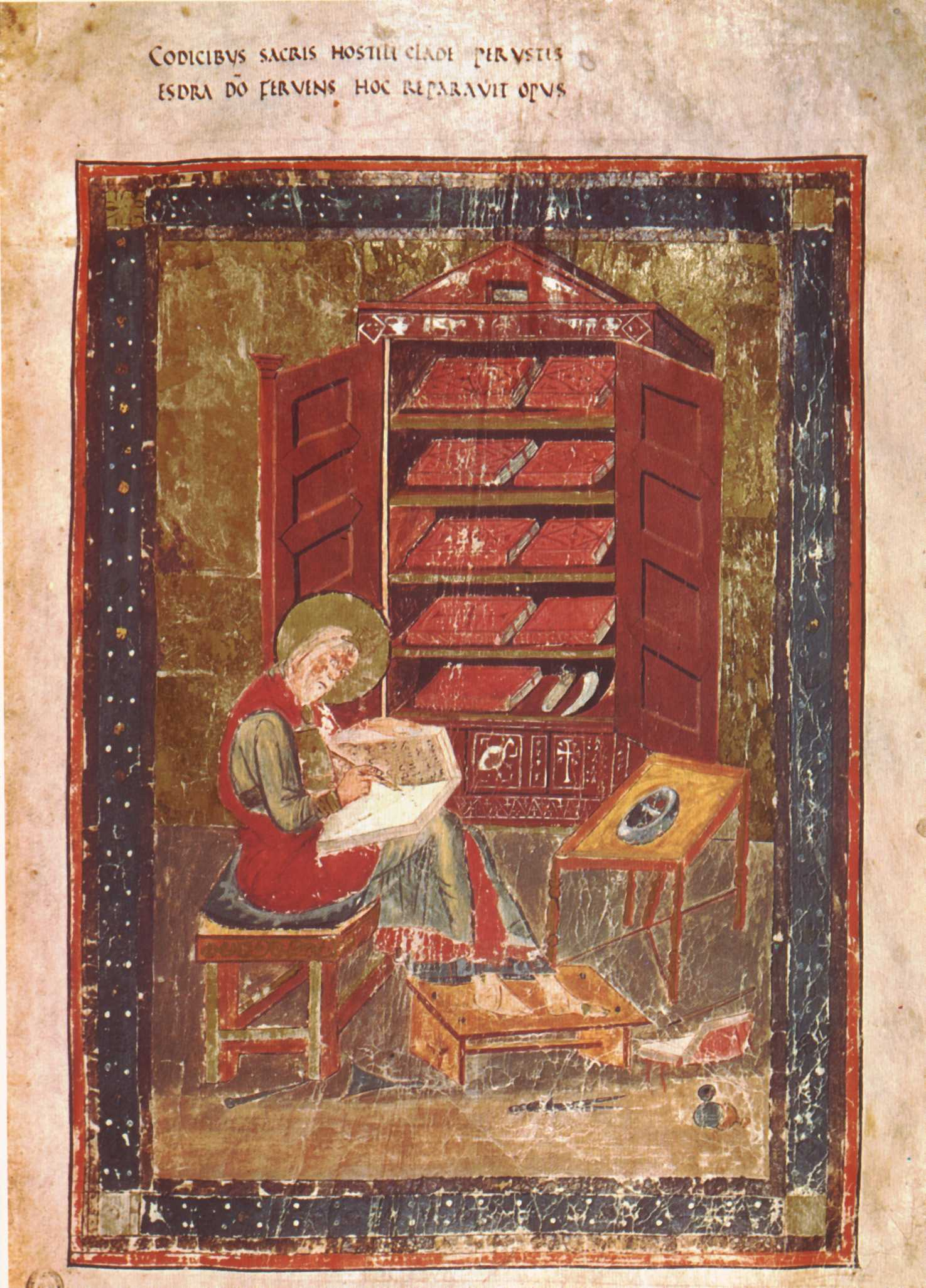
Ritratto del profeta Esdra nel quale per molto tempo si riconobbe la figura di Cassiodoro, contenuto nel Codex Amiatinus

Questa citazione mostra come Vivarium seguisse quindi le più comuni regole monastiche contemporanee, mentre altri passaggi delle Institutiones suggeriscono un ruolo laico per Cassiodoro, forse esterno alla vita monastica e puramente padronale. Il vero centro vitale di Vivarium era, particolare che segna la differenza con ogni altro centro monastico, la biblioteca; Cassiodoro distingue inoltre i libri del monastero da quelli personali, differenza poi scomparsa in un periodo successivo.
(Mauro Donnini nella prefazione alle Institutiones.)
Il monastero prendeva nome da una serie di vivai di pesci fatti preparare dallo stesso Cassiodoro; la loro presenza rappresentava un forte valore simbolico, legato al concetto di Cristo come Ichthys. Non lontano dal centro si trovava una zona per anacoreti, riservata a monaci con pregresse esperienze di vita cenobitica. Vivarium sorgeva, secondo gli studi compiuti fino a oggi, nella contrada San Martino di Copanello, nei pressi del fiume Alessi; in quella zona fu ritrovato un sarcofago datato VI secolo, associato a graffiti devozionali e subito considerato la sepoltura originale di Cassiodoro, ipotesi che non convince fino in fondo gli studiosi. Per ciò che riguarda la ripartizione del lavoro, i monaci inadatti a seguire la biblioteca con annessi oneri intellettuali erano destinati alla coltivazioni di orti e campi, mentre i letterati si occupavano dello studio delle Sacre Scritture e delle sette arti liberali; questi ultimi erano divisi in notarii, rilegatori e traduttori. Le opere di carità erano espressamente raccomandate dal fondatore, e legati a queste fiorivano gli studi di medicina. Importanti furono gli studi sulle opere sacre: Cassiodoro fece preparare tre edizioni differenti della Bibbia e si occupò di copiature e riscritture di molti altri testi della cristianità, considerando tutto ciò una vera e propria opera di predicazione. Non mancano però nella biblioteca di Vivarium i testi profani: tra gli altri furono salvati grazie all'opera di Cassiodoro le Antiquitates di Flavio Giuseppe e l'Historia tripartita.

## Opere
Le opere di Cassiodoro del periodo di Teodorico da noi conosciute sono tre: le Laudes, la Chronica e l'Historia Gothorum. Della prima si sono conservati solo due frammenti, mentre della Gothorum Historia rimane solo un'epitome a opera dello storico Giordane. La Chronica racconta la "saga" dei poteri temporali di tutta la storia, dai sovrani assiri sino ai consoli del tardo Impero, passando ovviamente per tutta la storia romana. Rimane un frammento di un'ulteriore opera, l'Ordo generis Cassiodororum, la cui datazione varia tra il 522 e il 538 e che offre notizie sulla famiglia dell'autore. Tra la produzione di Cassiodoro occupano un posto speciale le Variae, raccolta di documenti ufficiali scritti tra il 537 e il 540, i quali forniscono quindi informazioni su differenti periodi della vita dell'autore e sulla storia dei Goti; a queste si può aggiungere il De Anima, opera per la prima volta lontana da interessi politici e invece basata su temi della spiritualità.
Il terreno religioso è battuto anche dalla successiva Expositio Psalmorum, commento ai salmi di particolare importanza poiché unico esempio pervenutoci dal mondo tardo antico. Al periodo di Vivarium appartengono tra le opere a noi giunte, le Institutiones, le Complexiones in epistolas Beati Pauli e le Complexiones in epistolas catholicas, le Complexiones actuum apostolorum et in Apocalypsi e il De ortographia. La prima, senza dubbio l'opera più importante di Cassiodoro, è datata 560-562, un periodo in cui il centro monastico era sicuramente avviato; rappresenta sostanzialmente una "guida" per gli studi nel monastero, è ricca di informazioni sulla vita dei monaci e sulle opere intellettuali da loro compiute. Il De ortographia sarà la sua ultima opera, scritta attorno ai novant'anni.

### Chronica
Uno scritto di chiari intenti politici è la Chronica, una sorta di storia universale scritta nel 519 su richiesta per celebrare il consolato di Eutarico Cillica (diviso con l'imperatore Giustino), genero di Teodorico e designato al trono. Il sovrano d'Italia non aveva eredi maschi mentre Eutarico, sposandone la figlia Amalasunta, era riuscito a donargli un nipote, Atalarico. Alla luce di questa nuova dinastia, la scelta di offrire il ruolo di console a Eutarico rappresentava quindi un importante evento politico: si trattava della celebrata unione tra i Romani e i Goti, progetto che poi fallirà tragicamente.
L'opera, che come comprensibile dal titolo ha chiari fini storici, propone una successione dei grandi poteri politici succedutisi nella storia, passando da Adamo sino ad approdare al 519 con Eutarico. È basata su numerose fonti che Cassiodoro spesso cita quali Eusebio, Gerolamo, Livio, Aufidio Basso, Vittorio Aquitano e Prospero d'Aquitania; per la trattazione successiva al 496 invece l'autore è autonomo. L'elemento dell'opera che maggiormente colpisce è il suo carattere spiccatamente filo-gotico: Cassiodoro arriva a manipolare alcuni eventi storici o a farne addirittura scomparire altri, al fine di non far apparire i Goti sotto un'oscura luce.

### Historia Gothorum

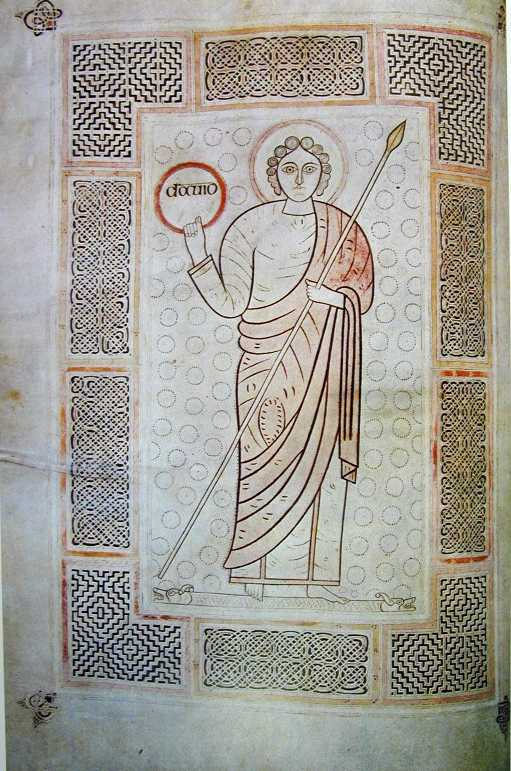
Re Davide vincitore in una miniatura dall'Expositio Psalmorum, presente nell'edizione del Cassiodoro di Durham

Una delle sue opere più importanti fu il De origine actibusque Getarum (più noto come Historia Gothorum) in dodici libri, nel quale la sua ideologia filogotica era tracciata e sviluppata in maniera più organica. Si considera l'opera contemporanea o poco successiva alla Chronica, anche se più studiosi tendono a ritenerla più recente, forse composta tra il 526 e il 533. Certamente la stesura fu caldeggiata da Teoderico, per essere infine pubblicata sotto Atalarico; nonostante ciò essa è pervenuta solo nella versione ridotta dello storico Giordane, i Getica.
Prima storia nazionale di un popolo barbarico, la Historia Gothorum era tesa a glorificare la dinastia degli Amali, la stirpe regnante, attraverso una ricostruzione della storia dei Goti dalle origini ai tempi presenti. Il tentativo più ardito dell'opera fu - come emerge dal titolo stesso - l'identificazione dei Goti con i Geti, popolazione già nota a Erodoto e maggiormente conosciuta dal mondo romano. Il racconto narra eventi storici sino all'anno 551 e come scopo ha inoltre quello di celebrare l'unione tra Goti e Romani, qui comprovata dal matrimonio tra il romano Germano Giustino e l'amala Matasunta. Il fine ultimo dell'opera lo svela - per bocca di Atalarico - Cassiodoro stesso:
(Cassiodoro, Variae.)

### Ordo generis Cassiodororum
Di quest'opera rimane un solo frammento in più copie, scoperto nel 1860 da Alfred von Hölder a Reichenau. Il testo, dalla difficile interpretazione, fu composto negli anni della carriera pubblica di Cassiodoro e le datazioni oscillano tra il 522 e il 538; è dedicato a Rufio Petronio Nicomaco Cetego, politico contemporaneo dell'autore. L'opera offre rare notizie sulla famiglia di Cassiodoro, in particolare sul padre; nelle poche righe centrali vengono nominati anche Boezio e Simmaco, il che farebbe pensare a un qualche grado di parentela tra l'autore e queste due figure, impossibile attualmente da stabilire.

### Variae
La sua attività di funzionario al servizio del regno goto è testimoniata dalle Variae (la cui pubblicazione è datata tra il 537 e il 540), una raccolta di lettere e documenti (468 in totale per dodici volumi) redatti in nome dei sovrani o trasmessi a firma dell'autore stesso in un arco di tempo che va dal 507 (assunzione della questura) al 537 (termine della carica di prefetto al pretorio). Il titolo - come l'autore spiega nella prefazione all'opera - è dovuto alla varietà degli stili letterari impiegati nei documenti del corpus, il quale divenne successivamente un riferimento per lo stile cancelleresco e curiale. Cassiodoro espone nella praefatio dell'opera il fine di questa raccolta di testi, ovvero la necessità di fornire nozioni utili a chiunque si dovesse in futuro accostare alla carriera pubblica; ulteriore obiettivo dichiarato è quello di far conoscere i propri trascorsi come membro del ceto dirigente. Le Variae sono assai utili per conoscere le istituzioni, le condizioni politiche, morali e sociali sia dei Goti sia dei Romani dell'Italia del tempo.

#### De anima
Cominciato poco prima della conclusione delle Variae, il De anima è considerato da Cassiodoro come una sorta di tredicesimo volume per quest'opera, quasi ne rappresentasse l'appendice. Per la prima volta Cassiodoro affronta temi esterni al mondo della politica, avvicinandosi agli stessi interessi spirituali che poi toccherà con la Expositio Psalmorum; l'opera si dipana su dodici questioni, tra le quali l'incorporeità e il destino dell'anima, legata alla tradizione di Tertulliano, Agostino e Claudiano Mamerto.

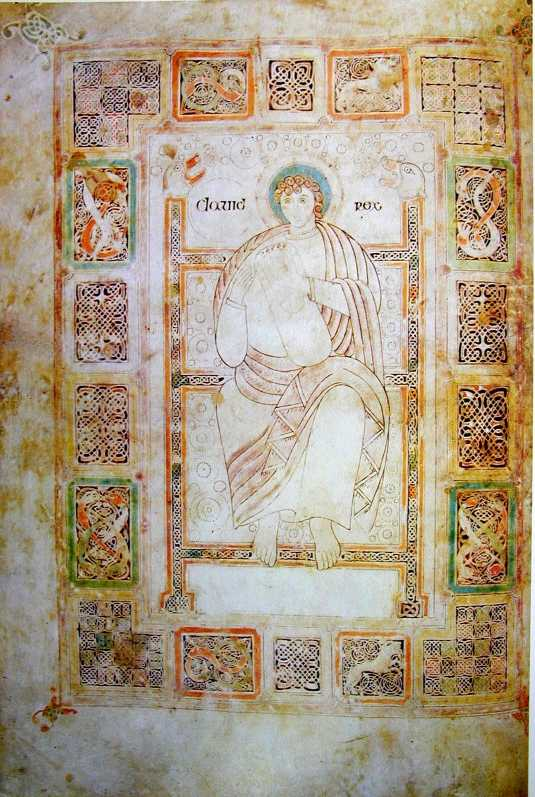
Folio 81v dal Cassiodoro di Durham

### Expositio Psalmorum
Anche per quest'opera non è possibile dare una datazione certa, anche perché la sua composizione sembra essere stata portata avanti per un periodo abbastanza prolungato. Si tratta di un commento completo ai salmi, unico esemplare rimastoci da tutta la tarda antichità; per mole è certamente l'opera maggiore di Cassiodoro, anche se non viene considerata la più matura tra le sue produzioni.

### Istituzioni (Institutiones divinarum et saecularium litterarum)
Una più ampia influenza nel Medioevo ebbero le sue Istituzioni (Institutiones divinarum et saecularium litterarum), erudita introduzione allo studio delle Sacre Scritture e delle arti liberali, datate attorno al 560. Progettata dopo che la richiesta di Cassiodoro per la fondazione di un'università di studi cristiani ricevette una risposta negativa da papa Agapito I, l'opera visse un lungo periodo di incubazione: basti pensare che al suo interno cita il De orthographia, ultima opera attestata di Cassiodoro.
Il lavoro su questa enciclopedia si suddivide in varie sezioni: la prima presenta i vari libri della Bibbia, la storia della Chiesa e degli studi teologici; la seconda si occupa di quelle arti incluse successivamente nel trivio e quadrivio, con un occhio rivolto alla cultura pagana e alle norme atte per trascrivere correttamente gli antichi.

### Altre opere
Le opere sono citate direttamente da Cassiodoro nel De orthographia.
- Complexiones in Epistolas et Acta apostolorum et Apocalypsin, si tratta di un commento ad alcuni passi degli Atti degli Apostoli e dell'Apocalisse di Giovanni;
- Expositio epistolae ad Romanos (Commento alla lettera dei Romani);
- Liber memorialis, breve riassunto del contenuto della Sacra Scrittura;
- Historia ecclesiastica tripartita, di cui fu autore della sola prefazione;
- De orthographia, trattato destinato a fissare norme e regole per la trascrizione di scritti antichi e moderni.

Il senatore romano, successore di Boezio, introdusse i segni di interpunzione nel testo biblico per facilitare la lettura ad alta voce e si occupò di trasmettere il sapere degli autori pagani sia greci sia latini. Commentò Origene e Ticonio Afro, oltre a una decina di libri biblici e alle opere di Clemente Alessandrino. Di norma fedele all'originale e rigoroso nel distinguere questo dalle correzioni e glosse successive, per l'autore patristico invece ebbe cura di espungere le parti ritenute sconvenienti. La stessa censura toccò al commento della Lettera ai Romani di cui esisteva già l'edizione di papa san Gelasio I, che aveva definito il canone biblico omonimo. Nelle Institutiones dichiarò di aver voluto depurare il testo dagli errori pelagiani.

### Opere di Cassiodoro
- Expositio Psalmorum, M.A. Adriaen, 1958.
- Le Cronache, a cura di Mirko Rizzotto, Gerenzano, Runde Taarn, 2007.
- Le Istituzioni, a cura di Antonio Caruso, Roma, Vivere in, 2003.
- Le Istituzioni, a cura di Mauro Donnini, Città Nuova, 2001.
- Ordo generis Cassiodororum, a cura di Lorenzo Viscido, M. D'Auria, 1992.
- Variae (traduzione parziale), a cura di Lorenzo Viscido, Squillace, Pellegrini Editore, 2005.
- De Orthographia, Tradizione manoscritta, fortuna, edizione critica a cura di Patrizia Stoppacci, Firenze, Sismel-Edizioni del Galluzzo, 2010 (Società internazionale per lo studio del Medioevo latino).
- Expositio Psalmorum. Volume I, Tradizione manoscritta, fortuna, edizione critica a cura di Patrizia Stoppacci, Firenze, Sismel-Edizioni del Galluzzo, 2012 (Società internazionale per lo studio del Medioevo latino).
- Roma immaginaria, a cura di Danilo Laccetti, Roma, Arbor Sapientiae, 2014.
- Confido in te Signore. Commento alle suppliche individuali, a cura di Antonio Cantisani, Milano, Jaca Book, 2016.

### Autori moderni
- (EN)  Samuel J. Barnish, Roman Responses to an Unstable World: Cassiodorus' Variae in Context, in: Vivarium in Context, Vicenza, Centre for Medieval Studies Leonard Boyle, 2008, p. 7-22 ISBN 978-88-902035-2-7.
- (FR)  Maïeul Cappuyns, Cassiodore, in Dictionnaire d'histoire et de géographie ecclésiastique, Vol. XI, Parigi, 1949.
- Franco Cardini, Cassiodoro il Grande. Roma, i barbari e il monachesimo, Milano, Jaca Book, 2009.
- Antonio Caruso, Cassiodoro. Nella vertigine dei tempi di ieri e oggi, Soveria Mannelli, 1998.
- Giuseppe Centonze, Il Lactarius mons e la cura del latte a Stabiae. Galeno, Simmaco, Cassiodoro, Procopio, Castellammare di Stabia, Bibliotheca Stabiana, 2017, ISBN 978-1973508281.
- (EN)  Arne Soby Christinsen, Cassiodorus Jordanes and the History of the Goths: Studies in a Migration Myth, Museum Tusculanum Press, 2002.
- (EN)  Lellia Cracco Ruggini, Cassiodorus and the Practical Sciences, in: Vivarium in Context, Vicenza, Centre for Medieval Studies Leonard Boyle, 2008, ISBN 978-88-902035-2-7.
- (FR)  Alain Galonnier, Anecdoton Holderi, ou Ordo generis Cassiodorum: éléments pour une étude de l'authenticité boécienne des Opuscula sacra, Louvain-la-Neuve, Peeters, 1997.
- Andrea Giardina, Cassiodoro politico, Roma, L'Erma di Bretschneider, 2006.
- (EN)  Arnaldo Momigliano, Cassiodorus and Italian Culture of His Time, Oxford, 1958.
- Arnaldo Momigliano, CASSIODORO, in Dizionario biografico degli italiani, vol. 21, Roma, Istituto dell'Enciclopedia Italiana, 1978. URL consultato il 15 maggio 2016.
- Arnaldo Momigliano, Cassiodoro, in Sesto contributo alla storia degli studi classici e del mondo antico, II, Roma, Edizioni di Storia e Letteratura, 1980.
- John Moorhead, Cassiodorus on the Goths in Ostrogothic Italy, in Romanobarbarica, 1999.
- (EN)  James J. O'Donnell, Cassiodorus, Berkeley-Los Angeles, University of California Press, 1979.
- Alessandro Pergoli Campanelli, Cassiodoro alle origini dell'idea di restauro, Milano, Jaca book, 2013, ISBN 978-88-16-41207-1.
- Alessandro Pergoli Campanelli, Nova construere, sed amplius vetusta servare: Cassiodoro e la nascita della moderna idea di restauro, Studi Romani, LIX, 1-4, gennaio-dicembre 2011, pp. 25–62.
- Gianfranco Ravasi, Cassiodoro il senatore cristiano, Il Sole24ore, 13.07.2014, p. 26.
- (FR) Marc Reydellet, Cassiodore et l'idéal du Principat, in La royauté dans la littérature latine de Sidoine Apollinaire à Isidore de Séville (BEFAR 243), Roma, École française de Rome, 1981.
- Marc Reydellet, Théoderic et la «civilitas», in Antonio Carile (a cura di), Teoderico e i Goti tra Oriente e Occidente. Congresso Internazionale (Ravenna, 28 settembre-2 ottobre 1992), Ravenna, Longo, 1995.
- Vitantonio Sirago, I Cassiodoro. Una famiglia calabrese alla direzione d'Italia nel V e VI secolo, Soveria Mannelli, 1986.
- (FR) Suzanne Teillet, Cassiodore et la formation d'une idéologie romano-gothique, in Des Goths à la nation gothique. Les origines de l’idée de nation en Occident du Ve au VIIe siècle, Parigi, Les Belles Lettres, 2011.
- Massimiliano Vitiello, Il principe, il filosofo, il guerriero: lineamenti di pensiero politico nell'Italia ostrogota, Stuttgart, Steiner, 2006.
- (DE) Herwig Wolfram, Die Goten: Von den Anfängen bis zur Mitte des sechsten Jahrhunderts, Monaco, Beck, 1990.

### Altri testi
- Le muse. Enciclopedia di tutte le arti, Novara, Istituto geografico De Agostini, 1964.
- Lezioni di letteratura calabrese, Pellegrini Editore, 2005.
- Francesco Abbate, Storia dell'arte nell'Italia meridionale, Donzelli Editore, 1997.
- Berthold Altaner, Patrologia, Marietti, 1944.
- Remo Ceserani e Lidia De Federicis, Il materiale e l'immaginario: laboratorio di analisi dei testi e di lavoro critico, Loescher, 1979.
- Luciana Cuppo Csaki, Contra voluntatem fundatorum: il monasterium vivariense di Cassiodoro dopo il 575, ACTA XIII Congressus Internationalis Archaeologiae Christianae (Città del Vaticano-Split 1998) vol. II p. 551-586.
- Luciana Cuppo Csaki, Il monastero vivariense di Cassiodoro: ricognizione e ricerche, 1994-1999, Frühes Christentum zwischen Rom und Konstantinopel, Akten des XIV. Internationalen Kongresses für Christliche Archäologie, Wien 19.-26. 9. 1999, hrsg. R. Harreither, Ph. Pergola, R. Pillinger, A. Pülz (Wien 2006) 301-316.
- Ezio Franceschini, Lineamenti di una storia letteraria del Medioevo latino, Milano, I.S.U. Università Cattolica, 2008.
- Alessandro Ghisalberti, La filosofia medievale, Firenze, Demetra - Giunti, 2002.
- Ettore Paratore, Storia della Letteratura Latina dell'Età Imperiale, Milano, BUR, 1992, pp. 330–331, ISBN 88-17-11253-4.
- Manlio Simonetti, Romani e barbari. Le lettere latine alle origini dell'Europa (secoli V-VIII), Roma, Carocci, 2006, ISBN 88-430-3870-2.